# Чопау
Чо̀пау (на немски: Zschopau) е град в Германия, разположен в провинция Саксония. Подчинен е на административен (дирекционен) регион Кемниц. Влиза в състава на окръга Ерцгебирге. Населението е 8932 души (към 31 декември 2021 г.). Заема площ от 22,90 km². Официален код – 14 1 81 420.
Известен е със завода Motorradwerk Zschopau, произвеждал до 2008 г. мотоциклетите с марка MZ.